# Plesiomma lineatum
Plesiomma lineatum är en tvåvingeart som först beskrevs av Fabricius 1781.  Plesiomma lineatum ingår i släktet Plesiomma och familjen rovflugor. Inga underarter finns listade i Catalogue of Life.